# 卷须状薯蓣
卷须状薯蓣（学名：Dioscorea tentaculigera）为薯蓣科薯蓣属的植物。分布于泰国、缅甸以及中国大陆的云南省等地，生长于海拔1,300米至1,500米的地区，常生于林下及山谷阴湿处，目前尚未由人工引种栽培。